# Aleksandar Balabanow

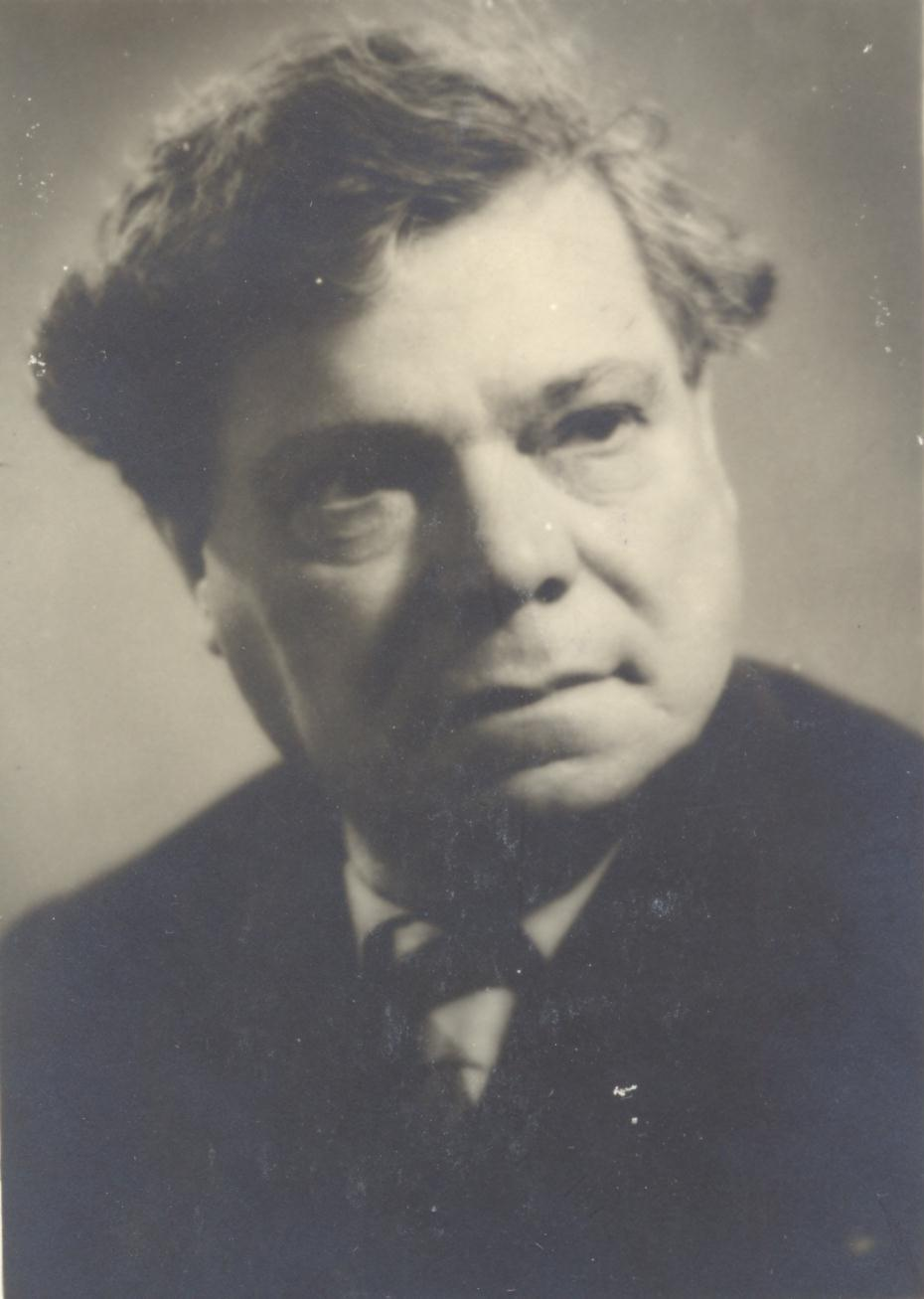
Aleksandar Balabanow, 1930s

Aleksandar Michajlow Balabanow (bulgarisch Александър Михайлов Балабанов; * 18. Januar 1879 in Štip, heute Mazedonien; † 30. November 1955 in Sofia, Bulgarien) war ein bekannter bulgarischer Literatur- und Sprachwissenschaftler (Altphilologe), Übersetzer und Literaturkritiker.
Aleksandar Balabanow wurde 1879 in der ostmakedonischen Stadt Štip geboren. Wie viele andere makedonische Bulgaren zog seine Familie in das vom osmanischen Reich befreite Bulgarien. Er studierte Klassische Philologie an der Universität Leipzig und der Universität Erlangen, wo er 1904 promoviert wurde. Zwischen 1904 und 1912 arbeitete er als Lehrer für klassische Sprachen am Klassischen Gymnasium Sofia. 1921 gründete er das Institut für Klassische Philologie an der Sofioter Universität und war sein erster Leiter.
Balabanow war Mitbegründer und Mitglied des Mazedonischen Wissenschaftlichen Instituts, sowie langjähriger Lektor an der Sofioter St.-Kliment-Ohridski-Universität. Er war ebenfalls Mitglied der BMARK (Bulgarische Makedonisch-Adrianopeler Revolutionäre Komitees/Български Македоно-Одрински революционни комитети).
Neben seiner wissenschaftlichen Arbeit war er auch Redakteur bei verschiedenen Zeitschriften und Zeitungen:  Zeitschriften „Chudoschnik“ (bulg. Художник = Maler) von 1905 bis 1906 und „Prometej“ (bulg. Прометей = Prometheus) zwischen 1937 und 1943, der Zeitungen „Wreme“ (bulg. Време = Zeit) von 1908 bis 1909 und „Razwigor“ (bulg. Развигор) zwischen 1921 und 1937.

## Bibliographie
Aleksandar Balabanow ist Autor von mehreren hunderten Beiträgen und Artikeln in bulgarischen und ausländischen Zeitschriften und Zeitungen. Daneben verfasste er noch folgende Bücher:
- Die Evolution der Motive in der griechischen Lyrik (bulg. Еволюция на мотивите в гръцката поезия.) 1911.
- Die Geschichte der klassischen Literatur (aus dem bulg. История на класичната литература.) 1914.
- Liebe und Lyrik (bulg. Любов и поезия.) 1939.